# Corydoras surinamensis
Corydoras surinamensis är en fiskart som beskrevs av Nijssen, 1970. Corydoras surinamensis ingår i släktet Corydoras och familjen Callichthyidae. Inga underarter finns listade i Catalogue of Life.